# Musala
El Musala (en búlgaro: Мусала) es la cumbre más alta de Bulgaria y de toda la península de los Balcanes, con 2925 m s. n. m.. Musala es también el cuarto pico en Europa continental en cuanto a aislamiento topográfico.
El nombre deriva de Mus Allah, 'montaña de Alá' o 'montaña de Dios', siendo nombrada así durante el período en que Bulgaria formaba parte del Imperio otomano. Durante los años 1949-1962 a la montaña se le llamó Stalin, en honor a Iósif Stalin.
El monte Musala se encuentra en las  montañas Rila, en el Parque nacional Rila. Destacan su rica flora —que incluye especies como el pino macedonio y el abeto búlgaro en los bosques de sus laderas medias— y fauna: es uno de los lugares de Europa donde es más fácil ver al treparriscos. Se dice que desde su cima pueden ser vistas todas las cadenas montañosas de Bulgaria, como el Vitosha, al noroeste, los Sredna Gora, al noreste, los montes Balcanes, a lo largo de la mayor parte del horizonte norte detrás de Vitosha y Sredna Gora, las montañas Ródope, al sureste, los montes Pirin, al sur, y Osogovo y el Ruj, al oeste; y por supuesto, se ven casi todos las montañas de las Rila.
La mejor forma de ascenderlo es por un sendero que lleva directo desde el resort de esquí de Borovets, localizado unos 10 km al norte; también hay una telecabina desde Borovets hasta el pico Yastrebets,a 2369 m s. n. m. de altitud y varias casas de campo. Desde Yastrebets es una hora de escalada hacia el chalet Musala (2430 m s. n. m.), de donde llegar a la cima toma otra 1:30 a 2 h, a través del refugio Everest, el más grande de su tipo en Bulgaria. En la cima hay también una estación meteorológica.
Aquí, otras grandes cumbres son el pequeño Musala (2902 m) y el Irechek (2852 m).
Tres de los principales ríos de Bulgaria, el Iskar, el Maritsa y el Mesta tienen sus orígenes cerca del Musala.